# Liste der Naturschutzgebiete im Landkreis Wittenberg
Im Landkreis Wittenberg gibt es 19 Naturschutzgebiete.
| Name des Gebietes                   | Bild           | Kennung | WDPA   | Landkreis / Stadt                   | Beschreibung / Bemerkungen | Standort | Fläche in Hektar | Datum der Verordnung |
| ----------------------------------- | -------------- | ------- | ------ | ----------------------------------- | -------------------------- | -------- | ---------------- | -------------------- |
| Alte Elbe bei Bösewig               |                | 102     | 14468  | Landkreis Wittenberg                |                            | Position | 368,06           | 25.03.1981           |
| Alte Elster und Rohrbornwiesen      | weitere Bilder | 175     | 318091 | Landkreis Wittenberg                |                            | Position | 212,22           | 06.02.1998           |
| Crassensee                          |                | 100     | 14466  | Landkreis Wittenberg                |                            | Position | 253,97           | 15.12.2003           |
| Friedenthaler Grund                 |                | 290     | 318414 | Landkreis Wittenberg                |                            | Position | 146,45           | 02.04.2003           |
| Glücksburger Heide                  | weitere Bilder | 196     | 318791 | Landkreis Wittenberg                |                            | Position | 2780,92          | 12.09.2002           |
| Großer Streng                       |                | 101     | 14467  | Landkreis Wittenberg                |                            | Position | 452,21           | 30.03.1961           |
| Jösigk                              |                | 131     | 163954 | Landkreis Wittenberg                |                            | Position | 68,92            | 30.03.1961           |
| Krägen-Riß                          |                | 96      | 14465  | Landkreis Wittenberg                |                            | Position | 216,92           | 15.12.2003           |
| Lausiger Teiche und Ausreißer-Teich |                | 130     | 164403 | Landkreis Wittenberg                |                            | Position | 59,36            | 17.04.1939           |
| Mark Naundorf                       |                | 98      | 164569 | Landkreis Wittenberg                |                            | Position | 39,06            | 30.03.1961           |
| Oranienbaumer Heide                 | weitere Bilder | 184     | 318793 | Dessau-Roßlau, Landkreis Wittenberg |                            | Position | 2683,44          | 23.05.2014           |
| Pfaffenheide-Wörpener Bach          |                | 174     | 318941 | Landkreis Wittenberg                |                            | Position | 475,89           | 22.12.1997           |
| Rathsbruch                          |                | 93      | 165107 | Landkreis Wittenberg                |                            | Position | 13,54            | 30.03.1961           |
| Riß                                 |                | 2       | 9344   | Landkreis Wittenberg                |                            | Position | 95,8             | 11.09.1967           |
| Saarenbruch-Matzwerder              |                | 95      | 319049 | Landkreis Wittenberg                |                            | Position | 353,73           | 15.12.2003           |
| Schönitzer See                      |                | 97      | 165462 | Landkreis Wittenberg                |                            | Position | 145,51           | 10.07.2001           |
| Schwarze Elster-Kuhlache            |                | 188     | 319093 | Landkreis Wittenberg                |                            | Position | 183,65           | 19.05.1999           |
| Thielenhaide                        |                | 99      | 165878 | Landkreis Wittenberg                |                            | Position | 37,59            | 30.03.1961           |
| Untere Schwarze Elster              |                | 1       | 14422  | Landkreis Wittenberg                |                            | Position | 411,07           | 11.09.1967           |

## Quelle
- Landesverwaltungsamt Sachsen-Anhalt
- Common Database on Designated Areas Datenbank, Version 14